# Alright
Az Alright Janet Jackson amerikai pop- és R&B-énekesnő negyedik kislemeze negyedik, Rhythm Nation 1814 című albumáról. Szövegét Jackson írta, Jimmy Jam és Terry Lewis szerezte a zenét, és ők voltak a dal producerei is. A dal részletet használ fel Lyn Collins Think (About It) című számából (1972).

## Fogadtatása
A dal a Billboard Hot 100 negyedik, a Hot R&B/Hip-Hop Songs második, a Hot Dance Club Play slágerlista első helyéig jutott. Ez volt a Rhythm Nation 1814 albumnak az USA-ban megjelent hét kislemeze közül az egyetlen, ami nem jutott legalább a második helyig a Hot 100-on, de ez volt egymásutánban a negyedik, ami a dance listát vezette, így Jackson megdöntötte Madonna rekordját. (Madonna azóta újra megdöntötte ezt a rekordot, 1999 és 2008 között tizennyolc egymás után kiadott dala vezette a dance slágerlistát.)
A kislemez az USA-ban aranylemez lett, és Grammy-díjra is jelölték, legjobb, női előadó által előadott R&B-dal kategóriában. Janet minden turnéján előadta a dalt.

## Videóklip és remixek
A dal klipjét az 1930-as évek musicaljei ihlették; szerepel benne Cyd Charisse, a The Nicholas Brothers és Cab Calloway dzsesszzenész, akinek ez az egyik utolsó szerepe életében. 1990 februárjában forgatták. A klip elején Jackson és két táncosa egy padon ül, majd egy újságosfiú újságot dob nekik, amiből megtudják, hogy Cab Calloway a városba érkezik. Ekkor elmennek Calloway filmjének premierjére (a klipbeli filmnek Alright a címe), és várják, hogy a zenész megérkezzen. Janet elesik a vörös szőnyegen, az érkező Calloway felsegíti, majd a táncosokkal együtt beülnek a zenész limuzinjába, és elmennek egy utcabálba, ahol Janet elhagyja az óráját. Később Janet és két barátja hajléktalanként egy padon alszanak, Calloway odasétál és Janet kezébe teszi az órát, amit megtalált. A dalhoz készült egy hosszabb videóklip is, amiben Heavy D rapper is szerepel.
A klip 1991-ben elnyerte a Soul Train Music Awardot legjobb videóklip kategóriában. Az MTV első MTV Icon műsorában, ahol Jacksont megválasztották MTV Iconnak és számos énekes fellépett a tiszteletére, Usher előadta a klip egyik jelenetének táncmozdulatait.
A dalhoz számos remix készült, közülük van, amelyikben Heavy D. rappel. A kislemez egyes változatain megtalálható a spanyol nyelvű Vuelve a mí című szám, ami a Come Back to Me spanyol változata.

### 1990
- A cappella (3:26)
- Design of a Decade Edit (4:38)
- 7" Remix (4:38)
- 7" Remix w/ rap ft. Heavy D (4:35)
- 7" R&B Mix w/o rap (4:34)
- 7" R&B Mix w/ rap ft. Heavy D (4:53)
- 7" House Mix w/o rap (4:21)
- 7" House Mix w rap ft. Heavy D (4:59)
- 12" R&B Mix w/o rap (7:19)
- 12" R&B Mix w/ rap ft. Heavy D (7:20)
- 12" House Mix w/o rap (7:12)
- 12" House Mix w/ rap ft. Heavy D (8:30)
- House Dub (5:58)
- Hip Hop Mix Edit ft. Heavy D (5:11)
- Hip Hop Mix ft. Heavy D (7:24)
- Hip House Dub (6:40)
- House Mix (9:10)
- House Mix Edit (5:03)

### 1996
- CJ Radio (3:40)
- CJ Extended Mix (6:32)
- Tee’s Club Mix (6:19)
- Tee’s Beats (3:24)

## Változatok[1]
| 7" kislemez (Egyesült Királyság) 1. Alright (7" House Mix) 2. Vuelve a mí 7" kislemez (Németország) Kazetta (USA, Egyesült Királyság) 1. Alright (7" R&B Mix) 2. Alright (7" Remix) 12" maxi kislemez (Egyesült Királyság) 1. Alright (Hip House Mix – With Heavy D.) 2. Alright (House Mix) 12" maxi kislemez (USA, Németország) 1. Alright (12" R&B Mix – With Heavy D.) 2. Alright (7" R&B Mix) 3. Alright (A Cappella) 4. Alright (12" House Mix – With Heavy D.) 5. Alright (Hip House Dub – With Heavy D.) 6. Alright (House Dub) | CD maxi kislemez (Németország) 1. Alright (7" R&B Mix) 2. Alright (12" R&B Mix – With Heavy D.) 3. Alright (7" Remix) CD maxi kislemez (Egyesült Királyság) 1. Alright (7" House Mix) 2. Alright (Hip House Mix – With Heavy D.) 3. Alright (House Mix Edit) 4. Vuelve a mí CD maxi kislemez (Japán) 1. Alright (7" Remix – With Heavy D.) 2. Alright (7" R&B Mix – With Heavy D.) 3. Alright (7" House Mix) 4. Alright (7" House Mix – With Heavy D.) 5. Alright (12" R&B Mix – With Heavy D.) 6. Alright (12" House Mix – With Heavy D.) 7. Alright (House Dub) 8. Alright (LP Remix) Mini CD (Japán) 1. Alright (7" R&B Mix) 2. Alright (7" Remix) |

## Helyezések
| Slágerlista (1990)                         | Legmagasabb helyezés |
| ------------------------------------------ | -------------------- |
| Belga Ultratop 50 kislemezlista (Flandria) | 29                   |
| Brit kislemezlista                         | 20                   |
| Holland Top 100                            | 35                   |
| Ír kislemezlista                           | 14                   |
| Kanadai kislemezlista                      | 7                    |
| Német kislemezlista                        | 43                   |
| USA Billboard Hot 100                      | 4                    |
| USA Billboard Hot R&B/Hip-Hop Songs        | 2                    |
| USA Billboard Hot Dance Club Play          | 1                    |
| Új-zélandi kislemezlista                   | 28                   |
| Slágerlista (1996)                         | Legmagasabb helyezés |
| Ausztrál kislemezlista                     | 100                  |

| Év végi slágerlista (1990) | Helyezés |
| -------------------------- | -------- |
| USA Billboard Hot 100      | 44       |